# NBA Live 97
NBA Live 97 è un videogioco di pallacanestro sviluppato da EA Canada per PlayStation, da NuFX per Sega Mega Drive e SNES, da EA Sports per MS-DOS e da Realtime Associates per Sega Saturn ed edito da EA Sports.
In copertina è raffigurato Mitch Richmond dei Sacramento Kings.